# Effingen

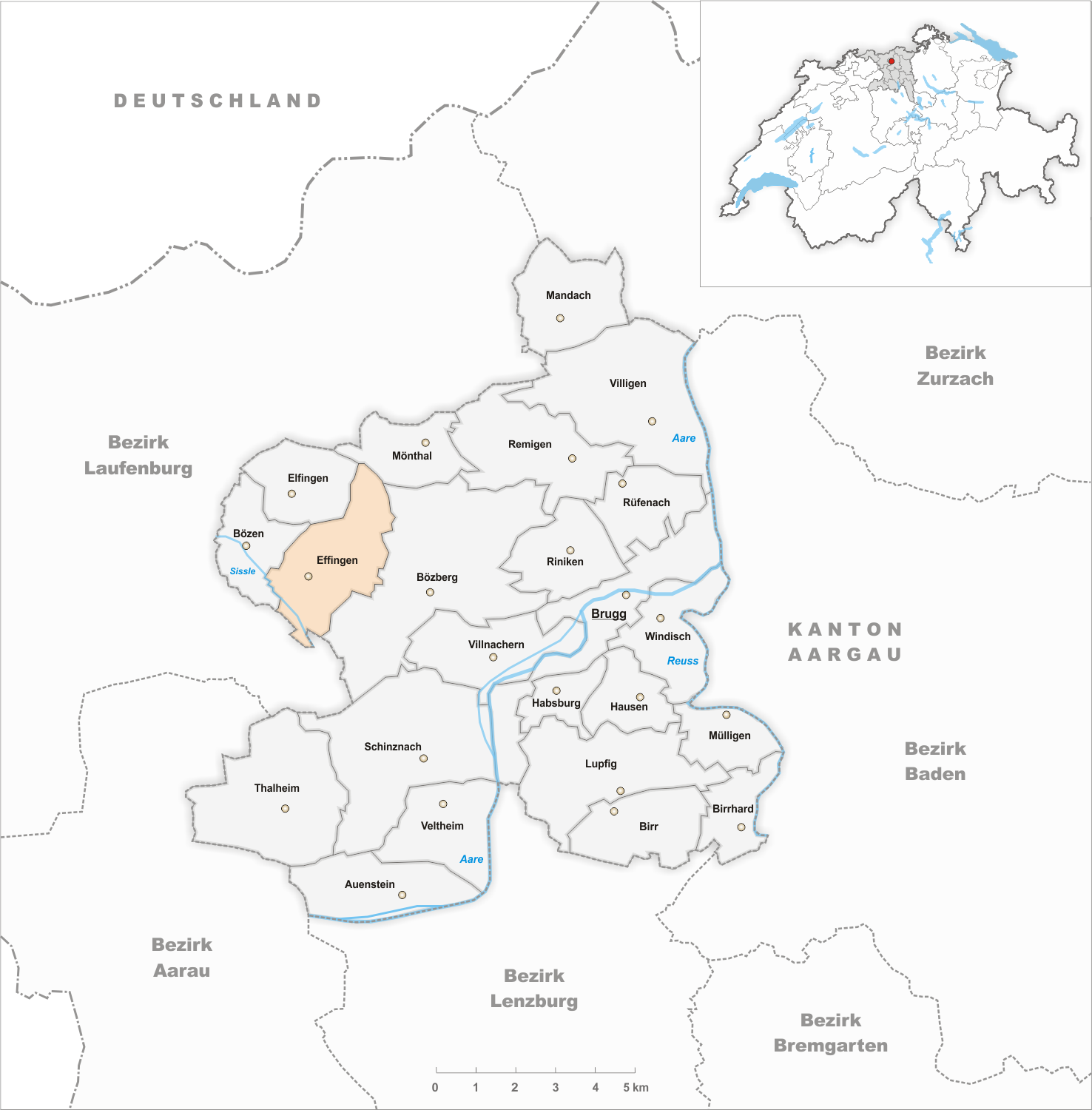
Gemeindestand vor der Fusion am 1. Januar 2022

Effingen (schweizerdeutsch: ˈɛfigə) ist ein Dorf im Schweizer Kanton Aargau. Es liegt an der Westseite des Bözbergs im oberen Fricktal und ist nicht mit der ehemaligen Nachbargemeinde Elfingen zu verwechseln. Bis zum 31. Dezember 2021 bildete Effingen eine eigenständige Einwohnergemeinde im Bezirk Brugg, seither ist es eines von vier Dörfern in der neu entstandenen Gemeinde Böztal im Bezirk Laufenburg.

## Geographie
Das Dorf liegt an der Westflanke des Bözbergs und ist auf drei Seiten von sanft ansteigenden Hügeln des Tafeljuras umgeben. Dazu zählen der Rugen im Nordwesten (550 m ü. M.), der Bränngarten (651 m ü. M.) im Norden, die Sennhütten im Nordosten (634 m ü. M.), die Stelli im Osten (589 m ü. M.) sowie der Barnig und der Widräck im Südosten (beide 575 m ü. M.). Ein kurzes Seitental führt in Richtung Nordosten; in diesem liegt der Weiler Chästel (520 m ü. M.), mehr als zwei Kilometer vom Dorfzentrum entfernt. Dazwischen liegt an einem sonnigen Südhang ein Rebberg.
Die Fläche des Gemeindegebiets beträgt 685 Hektaren, davon sind 326 Hektaren mit Wald bedeckt und 61 Hektaren überbaut. Der höchste Punkt liegt auf dem Plateau des Bränngartens auf 651 Metern, der tiefste auf 424 Metern an der westlichen Gemeindegrenze. Das Gemeindegebiet von Effingen ist Teil des Juraparks Aargau, einem «Regionalen Naturpark von nationaler Bedeutung». Nachbargemeinden sind Mönthal im Norden, Bözberg im Südosten, Zeihen im Süden, Bözen im Westen sowie Elfingen im Nordwesten.

## Geschichte
Während der Römerzeit führte die Strasse von Vindonissa nach Augusta Raurica über den Bözberg (von Tacitus in den Historien als Mons Vocetius bezeichnet) und durch das heutige Gemeindegebiet. Reste dieser Strasse sind heute noch erkennbar. In einem Dokument aus dem Jahr 1284 wird das Dorf als Efingen erstmals urkundlich erwähnt. Der Ortsname stammt vom althochdeutschen Efingun und bedeutet «bei den Leuten des Efo». Im Mittelalter war Effingen Teil des Dinghofes Elfingen, der dem Kloster Murbach im Elsass gehörte. Der Dinghof verfügte über umfassende Rechte in der näheren Umgebung und wurde 1291 an die Habsburger verkauft. Königin Agnes von Ungarn schenkte 1322 den Besitz dem Kloster Königsfelden in Windisch.

Historisches Luftbild von Werner Friedli von 1953

1460 eroberte Bern die Herrschaft Schenkenberg, zu der auch Effingen gehörte. Damit sicherten sich die Berner den wichtigen Passübergang über den Bözberg an der Grenze zu Vorderösterreich. Effingen lag nun im Gerichtsbezirk Bözen und war somit ein Teil des Berner Aargaus. 1514 übernahmen die Berner den vollständigen Besitz über den einstigen Dinghof, 1528 führten sie die Reformation ein. Bis ins 19. Jahrhundert herrschte Landwirtschaft mit Weinbau vor. Zusätzlichen Verdienst brachten die Verarbeitung von Baumwolle in Handarbeit und Vorspanndienste auf der 1779 neu gebauten Bözberg-Passstrasse.
Im März 1798 nahmen die Franzosen die Schweiz ein, entmachteten die «Gnädigen Herren» von Bern und riefen die Helvetische Republik aus. Effingen gehört seither zum Kanton Aargau. Am 2. August 1875 erfolgte mit der an diesem Tag eröffneten Bözbergstrecke der Anschluss ans Eisenbahnnetz, der Bahnhof lag allerdings rund zwei Kilometer vom Dorfzentrum entfernt. In der zweiten Hälfte des 19. Jahrhunderts nahm die Bevölkerungszahl um fast einen Viertel ab und stagnierte bis etwa 1980. Dann setzte eine rege Bautätigkeit ein, die sich mit der Eröffnung der Bözbergautobahn im Jahr 1996 noch verstärkte.
Seit Juni 2017 liefen Abklärungen zur Fusion der Gemeinden Bözen, Effingen, Elfingen und Hornussen. Die Gemeindeversammlung stimmte dem Vorhaben am 27. Juni 2019 zu, die Volksabstimmung vom 24. November 2019 bestätigte dieses Ergebnis mit 167 Ja- zu 112 Nein-Stimmen. Der Zusammenschluss zur Gemeinde Böztal ist per 1. Januar 2022 erfolgt.

## Sehenswürdigkeiten

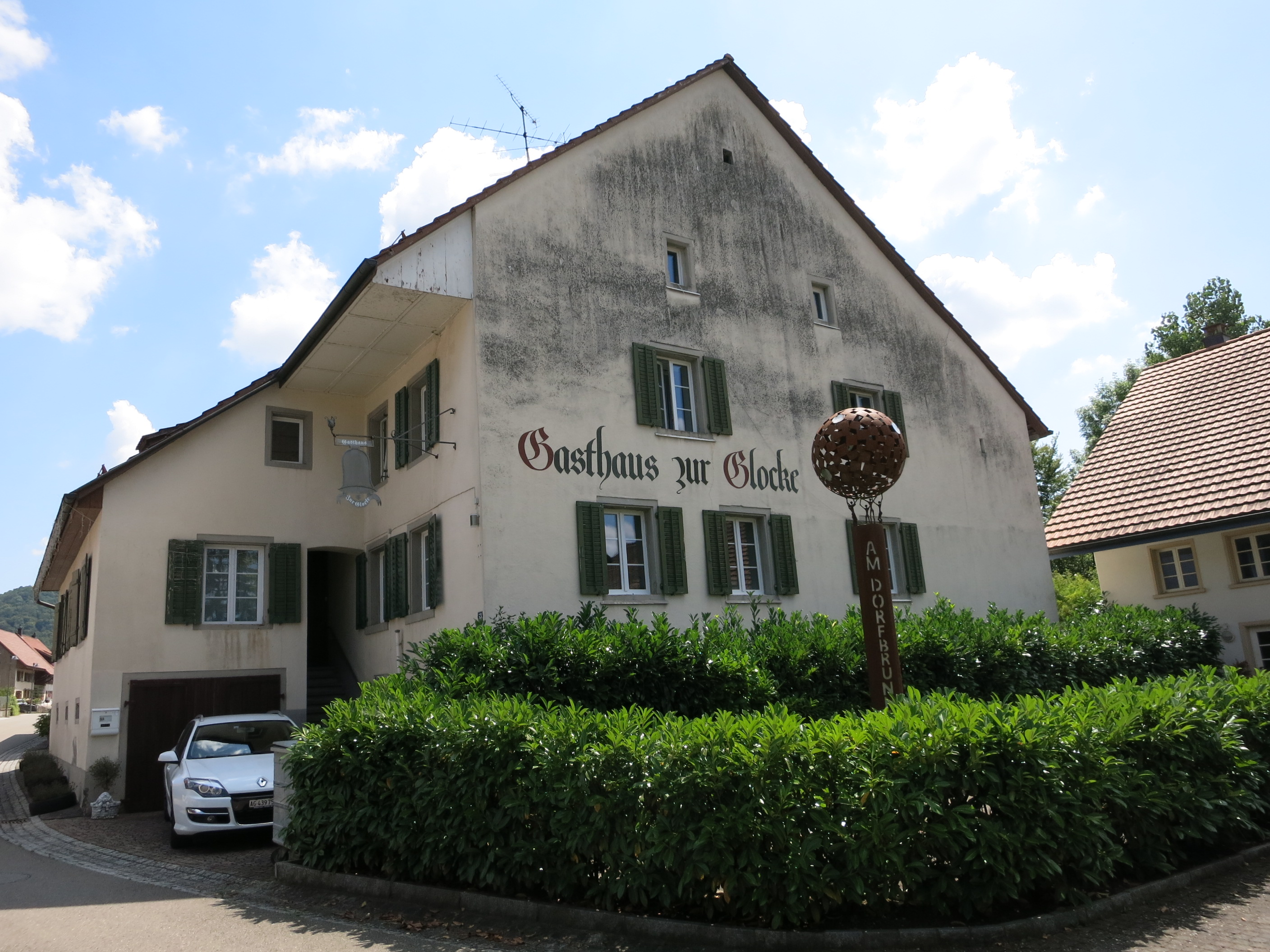
Gasthaus zur Glocke

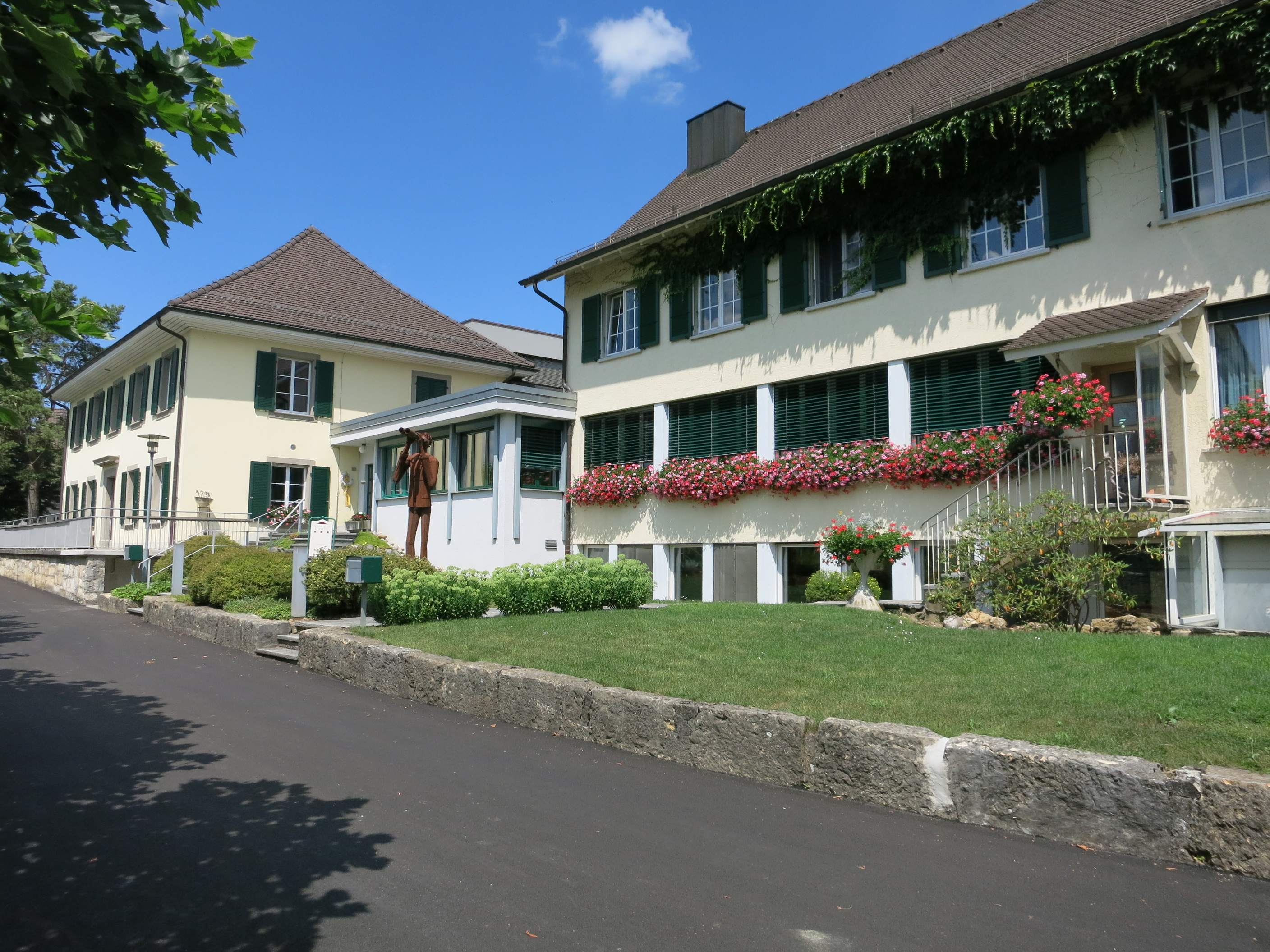
Schulheim

Am westlichen Dorfrand befindet sich das ehemalige Herzog-Gut, Stammsitz der bedeutenden Familie Herzog. Die Häusergruppe entstand Ende des 18. Jahrhunderts im ländlich-klassizistischen Stil. 1867 wurde hier ein Kinderheim eingerichtet, die «Meyersche Rettungsanstalt». Die Institution wandelte sich mit der Zeit zum Schulheim Effingen, in dem normal begabte, verhaltensauffällige Knaben unterrichtet werden.

## Wappen
Die Blasonierung des Gemeindewappens lautet: «Geteilt von Rot mit weissem Flügel und von Weiss mit fünfstrahligem rotem Stern über grünem Dreiberg.» Das Wappen ist seit 1811 in nahezu unveränderter Form in Gebrauch. Der Adlerflügel weist auf die frühere Zugehörigkeit zum bernischen Amt Schenkenberg hin, während die Bedeutung von Stern und Dreiberg unbekannt ist.

## Bevölkerung
Die Einwohnerzahlen entwickelten sich wie folgt:
| Jahr      | 1764 | 1850 | 1900 | 1930 | 1950 | 1960 | 1970 | 1980 | 1990 | 2000 | 2010 | 2020 |
| Einwohner | 265  | 504  | 431  | 441  | 395  | 442  | 432  | 403  | 560  | 632  | 596  | 632  |

Am 31. Dezember 2021 lebten 618 Menschen in Effingen, der Ausländeranteil betrug 15,9 %. Bei der Volkszählung 2015 bezeichneten sich 42,7 % als reformiert und 24,8 % als römisch-katholisch; 32,5 % waren konfessionslos oder gehörten anderen Glaubensrichtungen an. 93,0 % gaben bei der Volkszählung 2000 Deutsch als ihre Hauptsprache an, 1,4 % Albanisch sowie je 0,9 % Englisch und Serbokroatisch.

## Politik und Recht
Die Versammlung der Stimmberechtigten, die Gemeindeversammlung, übt die Legislativgewalt aus. Ausführende Behörde ist der fünfköpfige Gemeinderat. Er wird im Majorzverfahren vom Volk gewählt, seine Amtsdauer beträgt vier Jahre. Der Gemeinderat führt und repräsentiert die Gemeinde. Dazu vollzieht er die Beschlüsse der Gemeindeversammlung und die Aufgaben, die ihm vom Kanton zugeteilt wurden. Für Rechtsstreitigkeiten ist in erster Instanz das Bezirksgericht Brugg zuständig. Effingen gehört zum Friedensrichterkreis VIII (Brugg).

## Wirtschaft
In Effingen gibt es gemäss der im Jahr 2015 erhobenen Statistik der Unternehmensstruktur (STATENT) rund 220 Arbeitsplätze, davon 21 % in der Landwirtschaft, 11 % in der Industrie und 68 % im Dienstleistungssektor. Die meisten Erwerbstätigen sind Wegpendler und arbeiten in Brugg oder in den grösseren Gemeinden des Fricktals.
Seit 1973 wird wieder Weinbau betrieben, nachdem dieser in der zweiten Hälfte des 19. Jahrhunderts weitgehend verschwunden war. Am Südhang des Bränngartens war im Jahr 2018 eine Fläche von 3,6 Hektaren mit Reben bestockt, wobei die Sorten Blauburgunder und Riesling × Silvaner überwogen.

## Verkehr

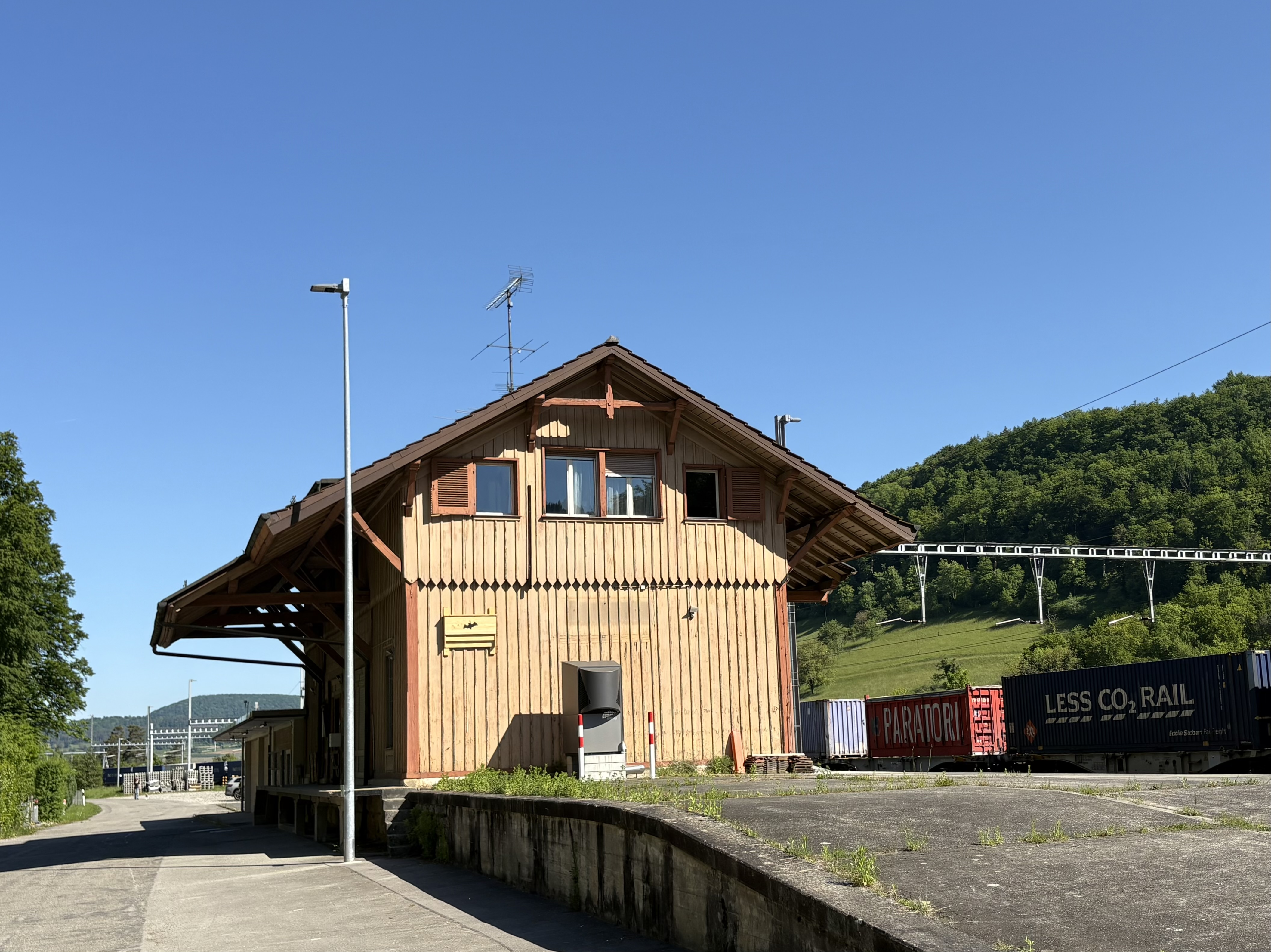
Bhf Effingen 2025

Effingen liegt an der Hauptstrasse 3 von Basel über den Bözbergpass nach Zürich. Von dieser zweigt die Kantonsstrasse 480 nach Zeihen ab. Südwestlich des Dorfes führt die Autobahn A3 vorbei, das Westportal des Bözbergtunnels liegt auf Effinger Gemeindegebiet. Der Autobahnanschluss bei Effingen kann nur aus bzw. in Richtung Zürich befahren werden kann; der nächste Vollanschluss ist bei Frick.

### Öffentlicher Verkehr
Zwischen dem Bahnhof Frick und dem Bahnhof Brugg verläuft eine Postautolinie, eine weitere Linie verbindet Effingen mit Zeihen und Herznach. An Wochenenden verkehrt ein Nachtbus von Frick über Effingen und Zeihen nach Densbüren. Der rund zwei Kilometer südlich des Dorfes gelegene Bahnhof Effingen an der Bözbergstrecke ist seit 1993 geschlossen.
- 137 Brugg Bahnhof – Effingen – Elfingen – Bözen – Frick
- 139 Herznach, Post – Zeihen – Effingen
- N97 Frick Bahnhof  – Hornussen AG – Bözen – Effingen – Zeihen – Herznach – Densbüren – Asp AG – Herznach – Ueken – Frick Bahnhof

## Bildung
Effingen besitzt einen Kindergarten und ein Schulhaus, in dem die Primarschule bis zur 5. Klasse unterrichtet wird. Die 6. Klasse wird in Hornussen besucht. Sämtliche Oberstufen (Realschule, Sekundarschule und Bezirksschule) können in Frick besucht werden. Die nächstgelegenen Gymnasien sind die Alte Kantonsschule und die Neue Kantonsschule, beide in Aarau.

## Persönlichkeiten
- Johannes Herzog (1773–1840), Unternehmer und Politiker
- Ernst Laur (1871–1964), Schweizer Agronom und Direktor des Bauernverbandes
- Johann Heinrich Pestalozzi (1746–1827), Reformpädagoge, erhielt 1824 das Ehrenbürgerrecht